# Echegoyen (Álava)
Echegoyen (en euskera y oficialmente Etxegoien) es un concejo del municipio de Ayala, en la provincia de Álava. 

## Geografía
| Noroeste: Izoria   | Norte: Olabezar | Nordeste: Amurrio |
| Oeste: Monte Babio |                 | Este: Amurrio     |
| Suroeste: Mendeica | Sur: Saratxo    | Sureste: Amurrio  |

## Historia
La aldea de Echegoyen hasta 1842 formaba parte de la Cuadrilla de Lezama, una de las 5 "Quadrillas" en que, históricamente, se divide la Tierra de Ayala. En dicho año pasó a formar parte del recién creado Ayuntamiento de Ayala cuya capitalidad está en Respaldiza.
En sus inmediaciones se encuentra la ubicación de la desaparecida ermita de San Esteban, ermita juradera donde juraban los hijosdalgo de la Tierra de Ayala según el artículo 33 del Fuero de la misma: "... si fuere fidalgo jurele el sibe tercero en Santisteban".

## Demografía
| Gráfica de evolución demográfica de Echegoyen entre 2000 y 2023 |
|                                                                 |
| Población de derecho según los censos de población del INE.     |